# Kassaly Daouda
Kassaly Douda (Niamey, Níger) es un futbolista nigerino que juega de portero en el Katsina United F. C. de Nigeria.

## Trayectoria
| Club              | País    | Año       |
| ----------------- | ------- | --------- |
| JS du Ténéré      | Níger   | 2002-2003 |
| Sahel SC          | Níger   | 2004-2006 |
| Cotonsport Garoua | Camerún | 2007-     |

## Palmarés

### Campeonatos nacionales
| Título                      | Club              | País    | Año  |
| --------------------------- | ----------------- | ------- | ---- |
| Primera División de Camerún | Cotonsport Garoua | Camerún | 2007 |